# Massís del Gran Paradiso
El Massís del Gran Paradiso (en italià, Massiccio del Gran Paradiso) és una serralada formada pel Gran Paradiso i una part àmplia dels Alps del Gran Paradiso, als Alps de Graies. El massís es troba a l'est dels Alps de la Grande Sassière i del Rutor, i ubicat íntegrament en territori italià.

## Etimologia
El nom de "Gran Paradiso" prové de l'etimologia popular. En realitat és la italianització, per asonància, de l'antic nom en francoprovençal de Grand Parei, que vol dir Gran Paret.

## Geografia

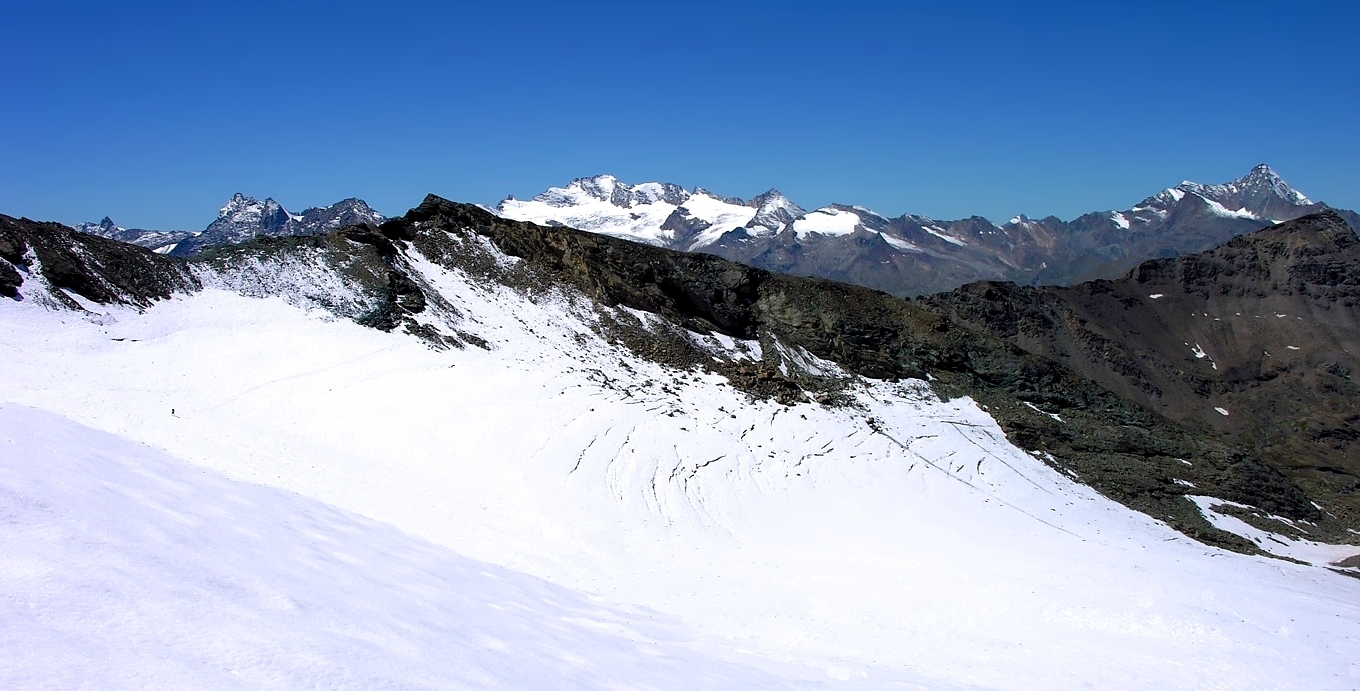
El massís del Gran Paradiso vist des de la glacera del Tessonet.

El massís del Gran Paradiso és l'únic massís muntanyós que arriba a més de 4.000 msnm íntegrament en territori italià. Dels seus contraforts en parteixen cinc valls: la Val de Cogne, de Valsavarenche, la Val de Rhêmes, el Valle del Orco i la Val Soana.
La franja que va des dels 3.000 als 4.000 metres està coberta per glaceres, la més gran a la Vall d'Aosta. Es tracta de glaceres perpètues, tot i haver-se format de manera relativament recent, durant la petita edat de gel del segle xvii.
Del Gran Paradiso, el pic més alt (4.061 m), parteix de la serralada que divideix la Vall de Cogne de Valsavarenche, que, descendint cap a Aosta, s'eleva en els dos cims de l'Herbetet (3.778 m) i la Grivola (3.969 m). Pel costat de Piemont s'eleven el Ciarforon (3.642 m), el Tresenta (3.609 m) i la Becca di Monciair (3.544 m). Aquestes muntanyes són fàcilment identificables per un ull entrenat, fins i tot des de la plana de Torí. El Ciarforon és un dels pics més notables dels Alps: sobre el vessant d'Aosta està cobert per una capa de gel enorme, des del Piemont apareix com una muntanya nua amb una forma trapezoïdal.

### Subdivisió (SOUISA)

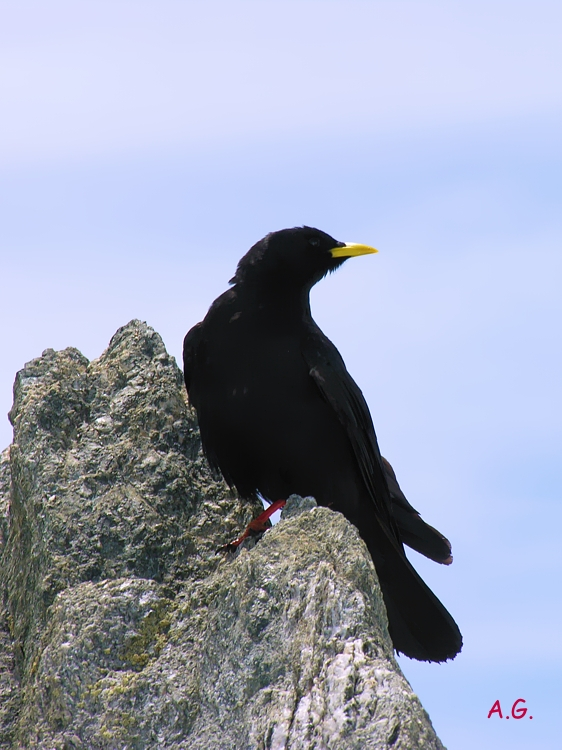
Gralla de bec groc.

Segons la definició de la SOIUSA el massís del Gran Paradiso és un supergrup alpí amb la següent classificació:
- Gran part: Alps occidentals
- Gran sector = Alps del nord-oest
- Secció = Alps de Graies
- Subsecció = Alps del Gran Paradiso
- Supergrup = Massís del Gran Paradiso
- Codi = I/B-7.IV-A

Segons la SOIUSA el massís es subdivideix en quatre grups i 8 subgrups:
- Grup Ciarforon-Punta Fourà (A.1)
  - Nus de Punta Fourà (A.1.a)
  - Nus del Ciarforon (A.1.b)
- Grup Gran Paradiso-Roccia Viva (A.2)
  - Subgrup del Gran Paradiso (A.2.a)
  - Subgrup Roccia Viva-Apostoli (A.2.b)
- Grup Grivola-Gran Serra (A.3)
  - Nus de la Gran Serra (A.3.a)
  - Massís de la Grivola (A.3.b)
- Grup Sengie-Chardonney (A.4)
  - Nus de las Sengie (A.4.a)
  - Nus del Chardonney (A.4.b)

## El Parc

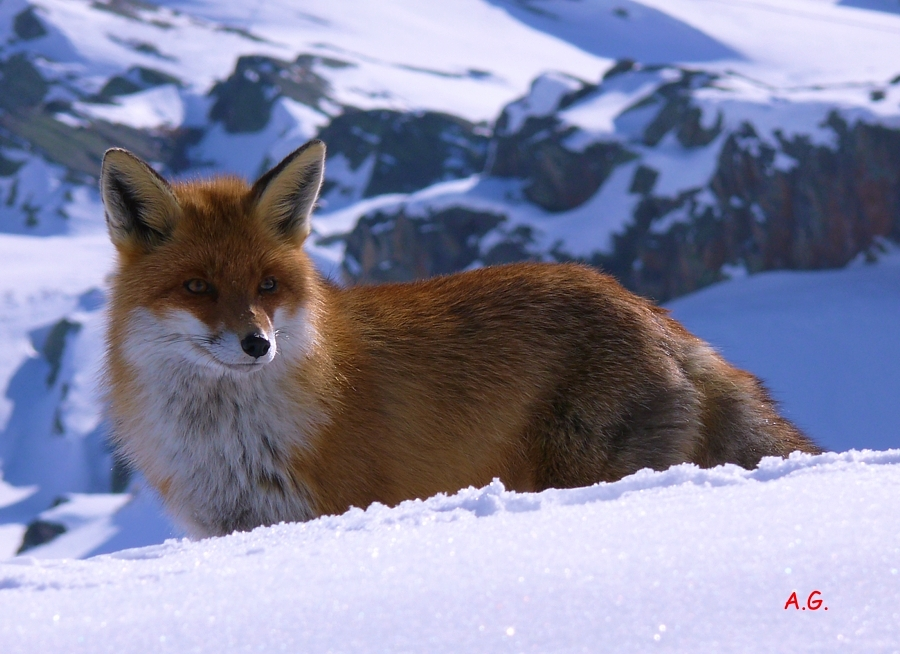
Guineu captada prop de la Croce del Arolley.

El massís es va convertir al segle xix en vedat de caça per als governants de la Dinastia Savoia. En particular, Víctor Manuel II d'Itàlia va constituir la reserva de caça reial del Gran Paradiso. A partir d'aquesta reserva de caça, el 1922 va néixer el Parc Nacional del Gran Paradiso. El massís, per tant, està comprès en gran part dins del mateix parc.

## Cims principals
- Gran Paradiso - 4.061 m
- El Roc - 4.026 m
- Grivola - 3.969 m
- Piccolo Paradiso - 3.926 m
- Cresta Gastaldi - 3.894 m
- Becca di Moncorvè - 3.875 m
- Becca di Montandayné - 3.838 m

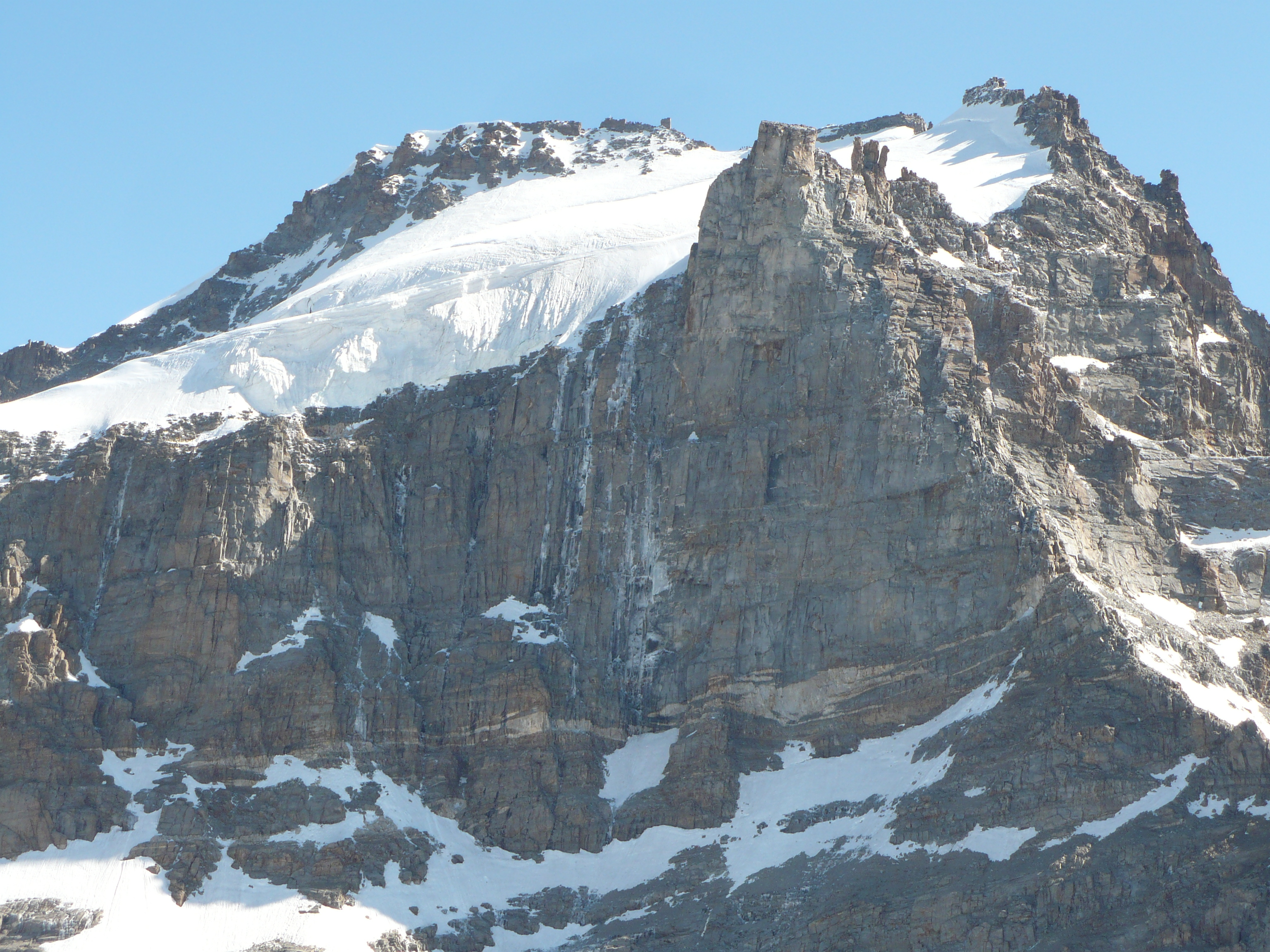
El cim del Gran Paradiso (a l'esquerra); el Roc (a la dreta) i la Becca di Moncorvè (en primer pla) vistos des del sud.

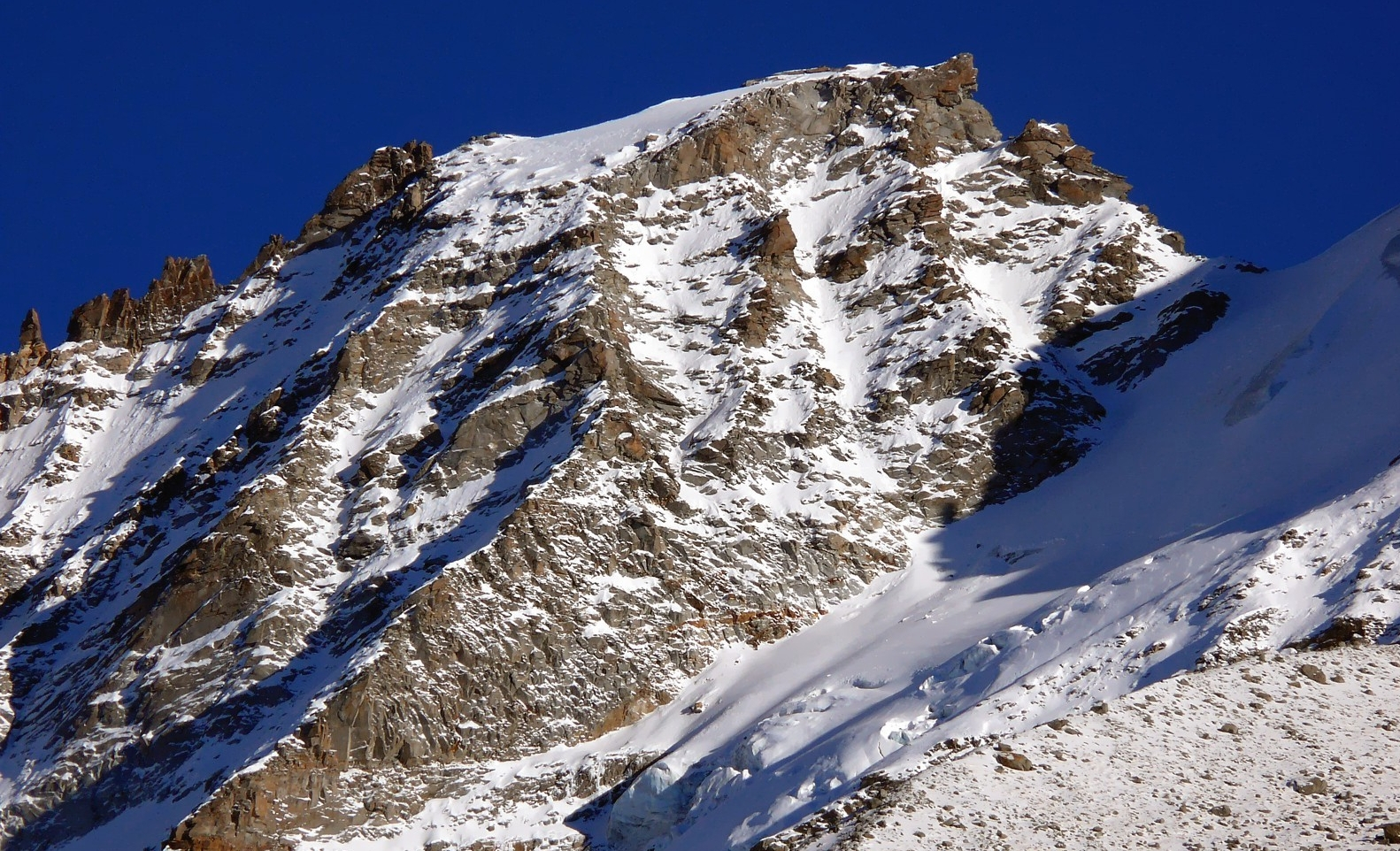
El vessant oest de la Becca di Montandayné.

- Punta Bianca della Grivola - 3.793 m
- Herbetet - 3.778 m
- Punta di Ceresole - 3.777 m
- Torre del Gran San Pietro - 3.692 m
- Punta Nera - 3.683 m
- Punta Budden - 3.683 m
- Torre di Sant'Andrea - 3.651 m
- Roccia Viva - 3.650 m
- Testa della Tribolazione - 3.642 m
- El Ciarforon - 3.642 m
- Punta Rossa della Grivola - 3.630 m
- Becca di Gay - 3.621 m
- Torre di Sant'Orso - 3.618 m
- La Tresenta - 3.609 m
- Becco della Pazienza - 3.606 m
- Punte Patrì - 3.581 m
- Testa di Valnontey - 3.562 m
- Gran Serra - 3.552 m
- Becca di Monciair - 3.544 m
- Becca di Noaschetta - 3.525 m
- La Grivoletta - 3.514 m
- Punta Ondezana - 3.492 m
- Grand Crou - 3.487
- Grand Nomenon - 3.477 m
- Denti del Broglio - 3.454 m
- Punta di Leviona - 3.420 m
- Punta Fourà - 3.411 m
- Punta delle Sengie - 3.408 m
- Punta Scatiglion - 3.407 m
- Becco di Valsoera - 3.369 m
- Becchi della Tribolazione - 3.360 m
- Cima di Valeille - 3.357 m
- Punta Basei - 3.338 m
- Grande Uia di Chardonney - 3.325 m
- Monveso di Forzo - 3.322 m
- Punta Lavina - 3.308 m
- Monte Colombo - 2.848 m

## Glaceres

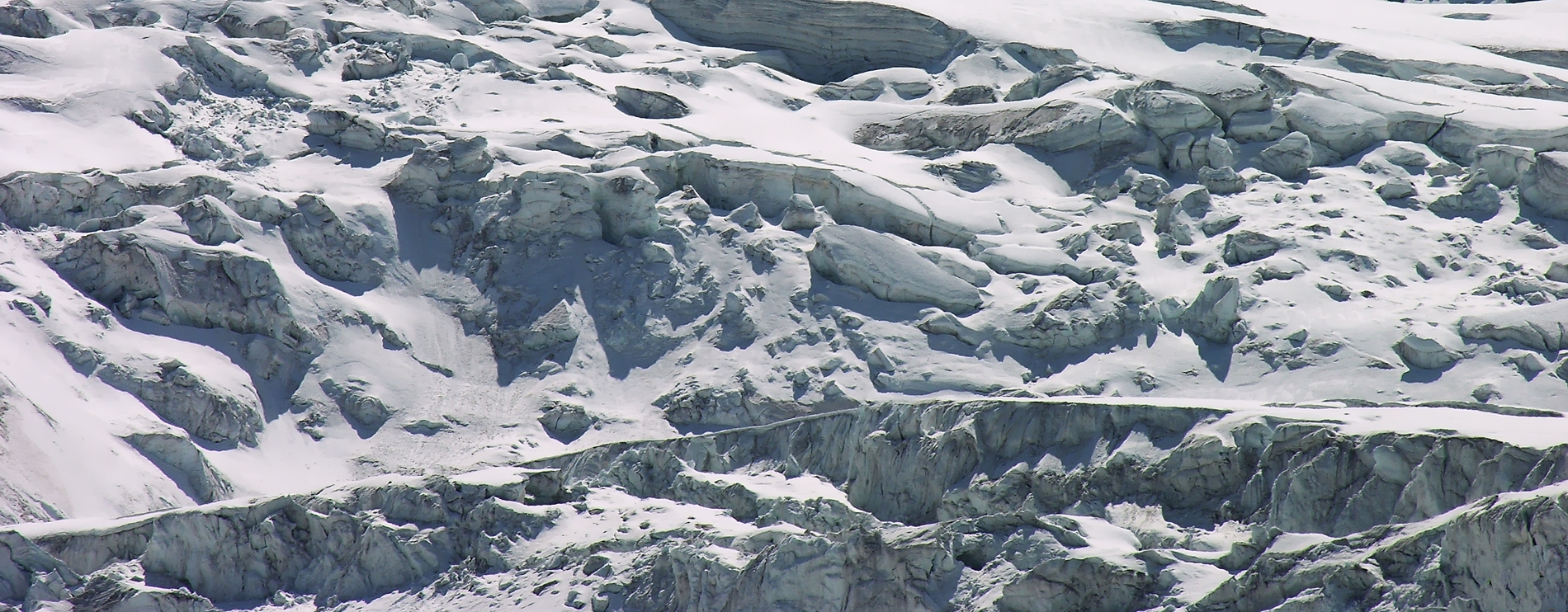
Serac de la glacera de la Tribolazione.

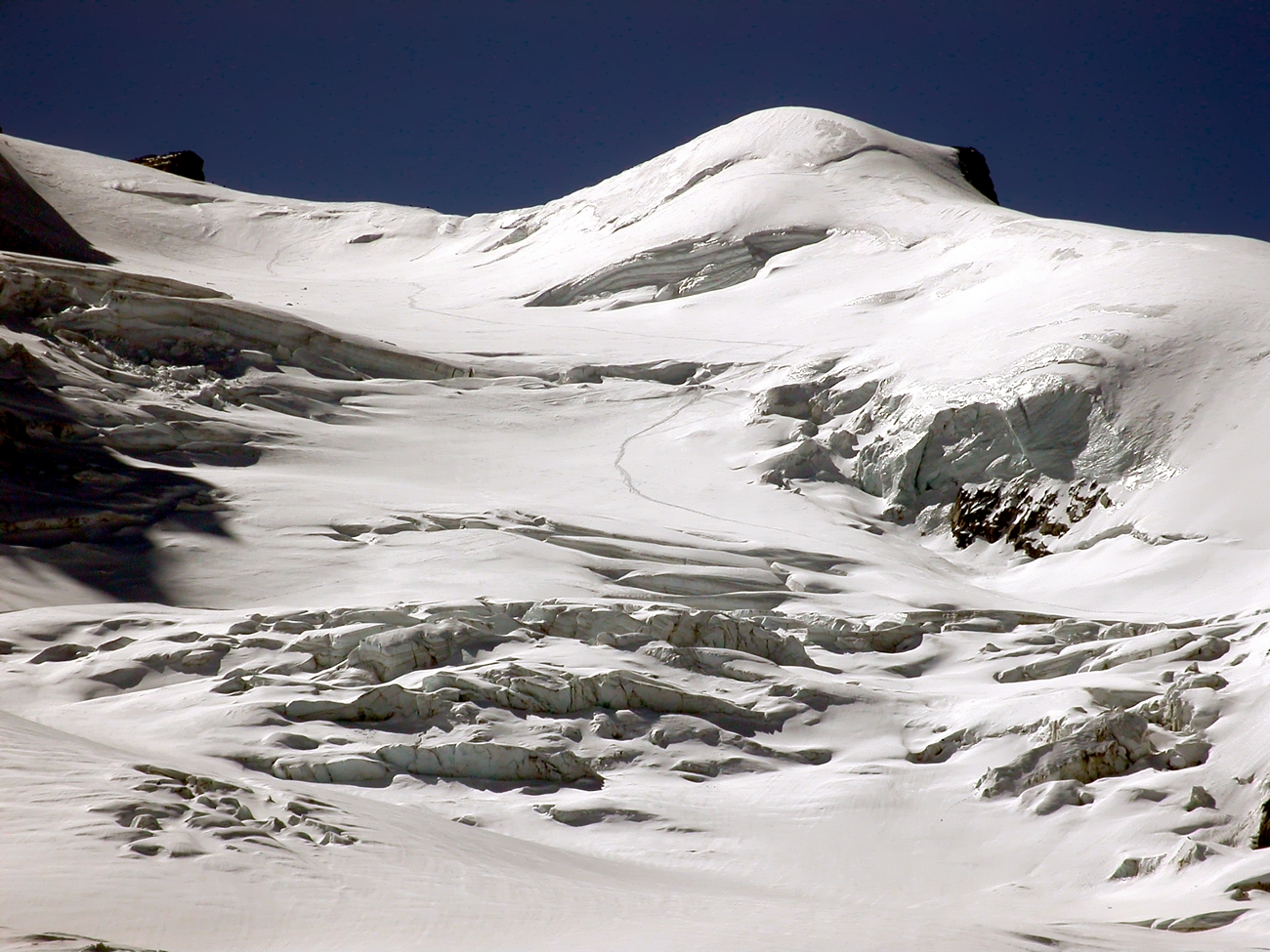
La glacera del Laveciau.

Les principals glaceres es troben totes al vessant nord-oest del massís (Vall d'Aosta):
- Glacera de la Tribolazione
- Glacera del Trajo
- Glacera del Nomenon
- Glacera del Tuf
- Glacera del Loson
- Glacera de Gran Valle
- Glacera del Tzasset
- Glacera del Grand Crou
- Glacera del Money
- Glacera del Coupé de Money
- Glacera de Patrì
- Glacera de Valletta
- Glacera de Valeille
- Glacera de las Sengie
- Glacera de la Arolla
- Glacera del Laveciau
- Glacera de Moncorvé
- Glacera de Grand Neyron
- Glacera de Montandayné
- Glacera de Monciair
- Glacera del Timorion

## Colls i passos de muntanya

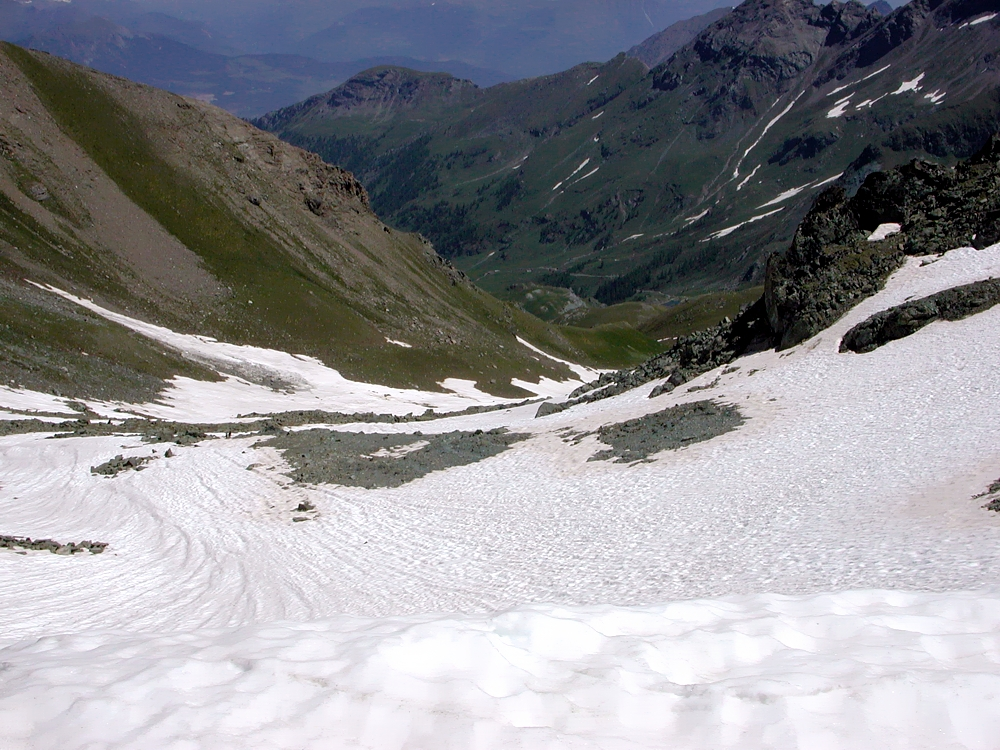
Vista des del Colle di Saint Marcel.

Els passos de muntanya principals que uneixen diverses valls que es ramifiquen des del massís són:
- Colle del Drinc (2555 m) d'Épinel a Pila
- Colle Tzasetze (2820 m) d'Épinel a Pila
- Colle de Saint Marcel (2916 m) del valle de Cogne (vall del Grauson) a Saint-Marcel
- Paso de Invergneux (2905 m) de Lillaz a Saint-Marcel
- Colle de Fénis (2831 m) de Lillaz a Fénis
- Colle Pontonnet (2897 m) de Lillaz a Fénis
- Fenêtre de Champorcher (2826 m) de Lillaz a Champorcher
- Colle de la Arietta (2939 m) de Lillaz a Campiglia Soana
- Colle de Bardoney (2833 m) de Cogne a Forzo
- Colle del Teleccio (3304 m) de la Valeille a Piantonetto
- Colle de las Sengie (3200 m) de la Valeille a Forzo
- Colle de Money (3443 m) de Valnontey a Locana
- Colle de la Luna (3542 m) de Valnontey a Noasca
- Colle del Lauson (3296 m) de Valnontey a Valsavarenche
- Colle de las Rayes Noires (3441 m) de Valnontey a Valsavarenche
- Colle de la Grivola (3738 m) d'Épinel (Cogne) a Valsavarenche.

## Principals primeres ascencions al massís del Gran Paradiso

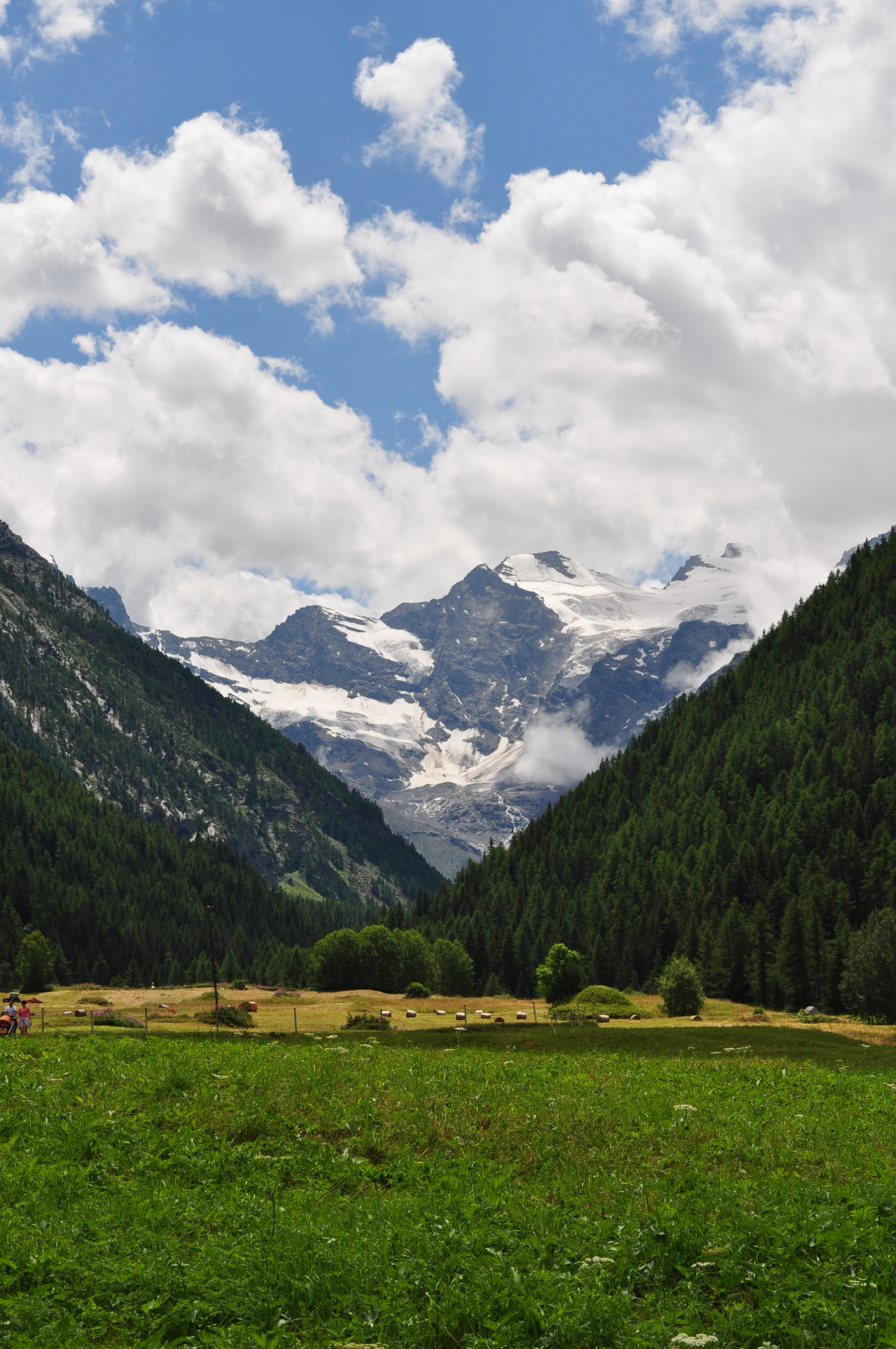
El Gran Paradiso vist des de Cogne.

- 1859, - Grivola: J.Ormsby, R.Bruce, F.Dayné, Z.Cachaz i J.Tairraz.
- 1860, - Gran Paradiso: J.J.Cowell, W.Dundas, M.Payot, Ormsby i J.Tairraz.
- 1871, - Ciarforon: F.Vallino i A.Blanchetti.
- 1873, - Herbetet: L.Baralle, A. i G.Castagneri.
- 1875, - Becca di Montandayné: L.Vaccarone, A.Gramaglia Ricchiardi, A i D.Castagneri.
- 1885, - Becca di Moncorvé: L.Vaccarone.
- 1902, - Paret nord del Ciarforon: E.Allegra, U.Sandrinelli i P.Dayné.
- 1913, - Paret nord de la Roccia Viva: F.Pergameni i E.Stagno.
- 1926, - Paret nord-est de la Grivola: L.Binel i A.Crétier.
- 1930, - Paret nord-oest del Gran Paradiso: R.Chabod, A.Crétier i L.Bon.
- 1936, - Paret nord-oest de la Grivola: L.Binel, A.Deffeyes, L.Carrel i R.Chabod.
- 1939, - Directa de la paret nord del Ciarforon: G. e E.Chiara i E.Catinelli.
- 1939, - Paret sud-oest de la Becca di Moncorvé: M.Borgarello, A.De Monte i L.Notdurfter.
- 1951, - Paret sud-est del Becco Meridionale della Tribolazione: A.Garzini, F.Graziano i P.Malvassora.
- 1955, - Espolón central del Becco di Valsoera: L.Leonessa i B.Tron.
- 1960, - Esquina sud-oest del Becco di Valsoera: E.Cavallieri, A.Mellano i R.Perego.
- 1969, - Via hivernal de la Torre Staccata al Becco di Valsoera: G.Altavilla, G.C.Grassi, V.Manera i A.Re.
- 1971, - Directa a la paret sud de la Becca di Moncorvé: G.Bonetti, N.Gasser i F.Lorenzi.
- 1974, - Paret sud de la Punta Marco: R.Bianco i U.Manera.
- 1974, - Via hivernal de la pared sud del Becca di Moncorvé: R.Bianco, M.Cappellozza, U.Manera i C.Santunione.

## Turisme

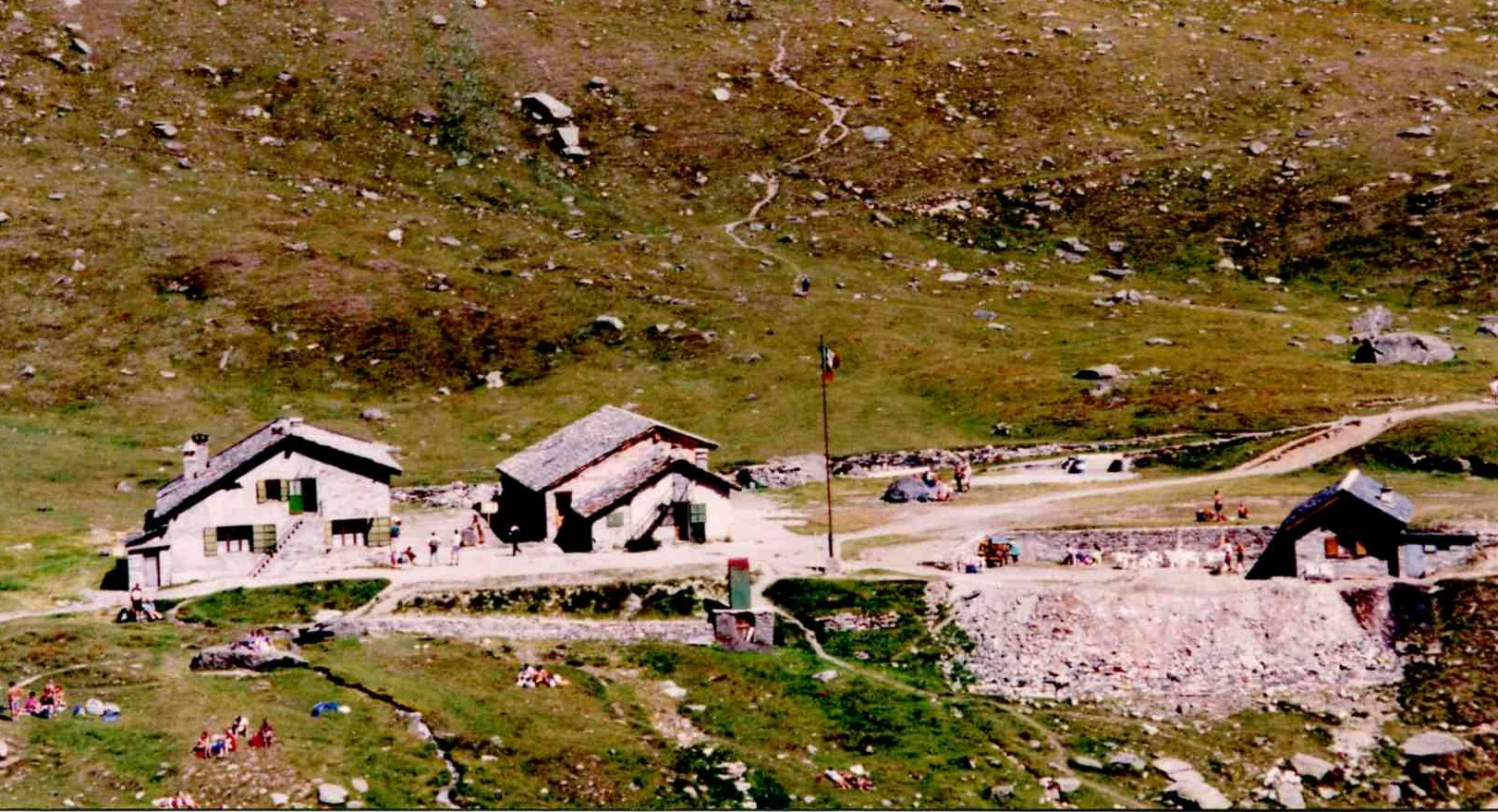
El refugi Vittorio Sella - Cogne

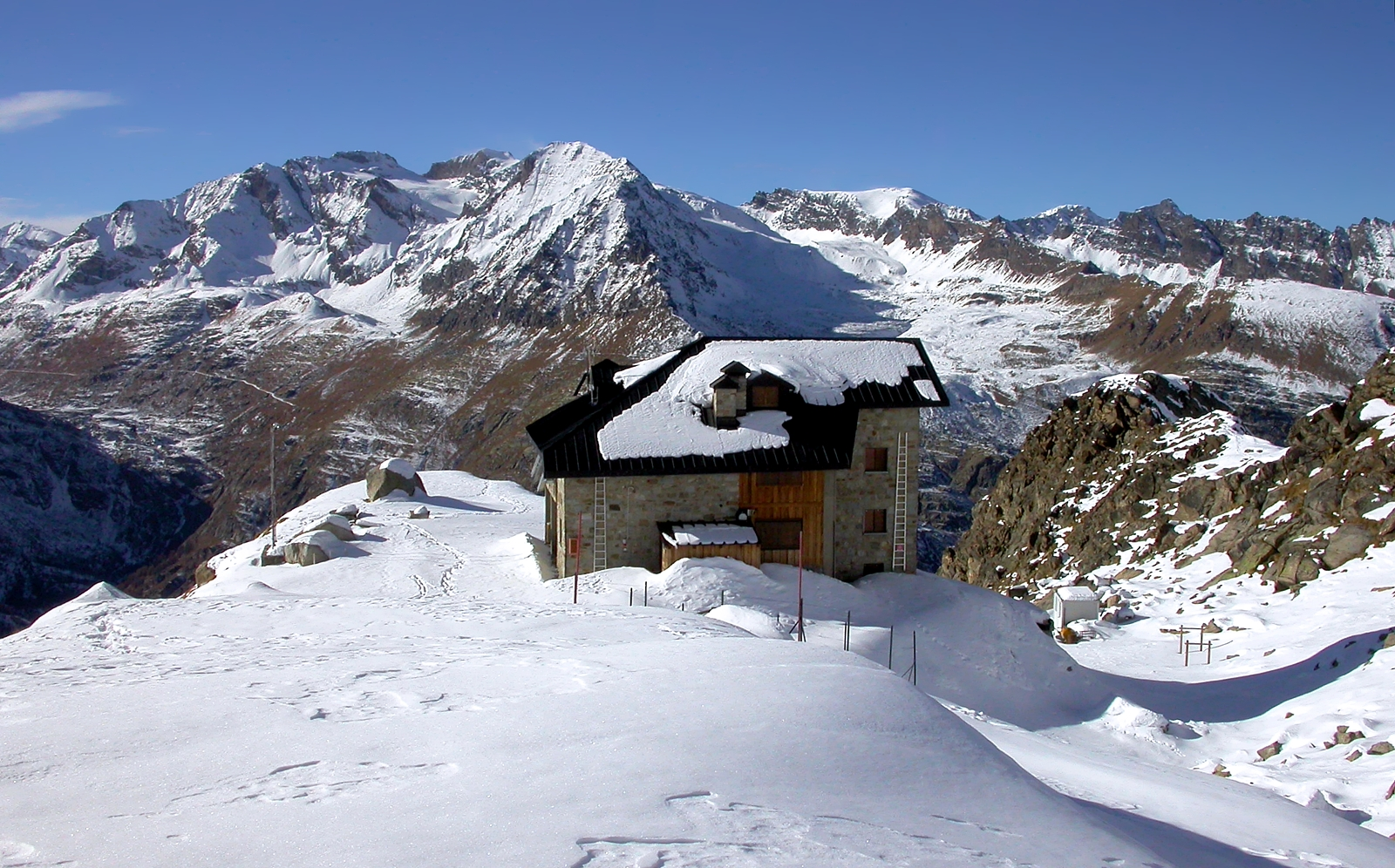
El refugi Federico Chabod - Valsavarenche

Per a afavorir l'ascenció dels cims del massís i l'excursionisme d'alta muntanya, el massís està dotat d'alguns refugis:
- Refugi Vittorio Emanuele II - 2.732 m
- Refugi Federico Chabod - 2.750 m
- Refugi città di Chivasso - 2.604 m
- Refugi Vittorio Sella - Valnontey 2.584 m
- Refugi Sogno di Berdzé al Péradzà - Vallone dell'Urtier 2.526 m
- Refugi Pontese - 2.217 m

El massís està travessat per l'Alta via della Val d'Aosta n.2.